# Gesetze der Form
Gesetze der Form (im Original englisch Laws of Form, kurz: LoF) ist der Titel eines Werks von George Spencer-Brown aus dem Jahr 1969, das Philosophie der Logik, mathematische Grundlagenforschung, Kybernetik und Erkenntnistheorie berührt. Das Buch stellt drei aufeinander aufbauende graphische Kalküle vor, die Spencer-Brown mit dem Ziel einer universellen Algebra entwickelt:
1. die primäre Arithmetik (Kapitel 4)
2. die primäre Algebra (Kapitel 6)
3. Gleichungen zweiter Ordnung (Kapitel 11)

Alle Kalküle beruhen auf der einzigen grundlegenden Operation des Unterscheidens. Gelegentlich wird auch nur die primäre Algebra als Gesetze der Form bezeichnet.

## Allgemeines
Der Ausgangspunkt von Spencer-Brown ist die logische Form der Unterscheidung. Der als „Triff eine Unterscheidung!“ (draw a distinction) umschriebene basale Akt wird im Weiteren mit sich selbst kombiniert und erzeugt auf diesem Wege eine Vielfalt neuer Formen, die als Grundbegriffe (wahr und falsch, Symbol, Signale, Namen, Prozesse, sich selbst verändernde Formen, Operator usw.) angesehen werden können. Mit diesen Begriffen lassen sich formale Kalküle der Logik und der Mathematik darstellen.
Spencer-Brown stellt im Gange seiner Untersuchung die klassische Logik als Grundlage der Mathematik in Frage und interpretiert sie neu. Bedeutend sind die erkenntnistheoretischen Konzepte der Laws of Form. „Überhaupt nichts kann durch Erzählen gewusst werden“ ist eine der Kernaussagen der LoF. Wissen erlangt man demzufolge nur in der Erfahrung aus den Ergebnissen praktischen Handelns. Im Unterschied zu klassischen Kalkülen der Logik, die die logische Struktur von Sachverhalten und Aussagen abbilden sollen, versteht George Spencer-Brown die logische Form als etwas, das der Erkenntnis als Prozess und Handlung entspricht. Während es für eine formale Sprache beliebig ist, was ihre nicht-logischen Konstanten bezeichnen, wird in den Laws of Form das Unterscheiden und Bezeichnen selbst – als simultaner Akt – zum Ausgangspunkt für formale Operationen. Spencer-Browns Kalkül liefert also nicht nur eine formale Syntax und Semantik, sondern auch eine formale Semiotik. Darüber hinaus bietet das Konzept der Re-entry of the form (into the form) die Möglichkeit, eine formale Vorstellung von Zustandswechsel und Gedächtnis zu formulieren.
Die Laws of Form werden von ihren Anhängern als Minimalkalkül für mathematische Wahrheiten betrachtet. Vertreter mehrerer Wissenschaftszweige berufen sich daher explizit auf die Laws of Form, etwa Niklas Luhmann in seiner soziologischen Systemtheorie oder Humberto Maturana in der Theorie des radikalen Konstruktivismus.

### Veröffentlichung
Spencer-Browns formaler Kalkül wurde 1969 erstmals unter dem Titel Laws of Form veröffentlicht. Das Buch wurde seitdem mehrmals neu aufgelegt und in verschiedene Sprachen übersetzt. Die Idee zum Buch entwickelte Spencer-Brown bereits während seiner Tätigkeit als Ingenieur bei British Railways, in der er Ende der 50er Jahre damit beauftragt war, elektrische Schaltungen für das Zählen von Waggons in Tunneln zu entwickeln. Dabei bestand das – damals fundamentale – technische Problem, die Zähler vorwärts und rückwärts zählen zu lassen und bereits gezählte Waggons zu speichern. Spencer-Brown löste das Problem durch die Verwendung bis dato unbekannter imaginärer Boolescher Werte und es „entstand zugleich ein neues Problem: Seine Idee funktionierte, aber es gab keine mathematische Theorie, die diese Vorgehensweise rechtfertigen konnte“. Die Ausarbeitung des Kalküls, der diese neuen imaginären Booleschen Werte zuließ, war der Auslöser für die Laws of Form.
Das Buch umfasst 141 Seiten, von denen 55 den mathematischen Kalkül umfassen, und gilt als für Laien nur schwer verständlich. Es existieren eine Reihe von „Erläuterungsbüchern“ zu den LoF.

## Grundkonzepte derLaws of Form
Dem ersten Kapitel der Laws of Form sind sechs chinesische Schriftzeichen vorangestellt, die wie folgt übersetzt werden können: „Der Anfang von Himmel und Erde ist namenlos“. Ohne Bezeichnungen ist die Welt leer und unbestimmt. Das Bezeichnen von etwas setzt jedoch eine Unterscheidung voraus: Das Bezeichnete muss vom Rest unterschieden werden. Die Vorstellung der Bezeichnung und des Unterscheidens bilden für Spencer-Brown den Ausgangspunkt, wobei er der Unterscheidung logischen Vorrang einräumt: „We take as given the idea of distinction and the idea of indication, and that we cannot make an indication without drawing a distinction.“
Die Unterscheidung teilt die anfängliche Unbestimmtheit in Bereiche. Die Unterscheidung („distinction“) ist dann eindeutig, wenn sie die Bereiche vollständig voneinander trennt, sodass ein „Punkt von der einen Seite nur auf die andere gelangt, indem er die gemeinsame Grenze kreuzt“. Dadurch, dass die Unterscheidung eine geschlossene Grenze zieht, konstituiert sie das, was sie umschließt, als bezeichenbares Objekt und somit einen Unterschied von Innen und Außen. Das Objekt wird von der Unterscheidung exakt und vollständig umschlossen („Distinction is the perfect continence“). Es genügt daher, die Form der Unterscheidung als einziges Symbol einzuführen („We take therefore the form of distinction for the form“). Die so getroffene Unterscheidung kann durch ein Symbol auf der Innen- oder Außenseite (token) markiert werden.
In der Literatur wird als Beispiel gelegentlich ein Kreis auf einem weißen Blatt Papier angeführt: Der Kreis trennt eindeutig außen von innen in dem Sinn, dass man von außen nach innen oder umgekehrt nur gelangen kann, wenn man die Kreislinie „überschreitet“ (cross). Die vollständig eingeschlossene Kreisfläche ist als Innenseite („angezeigte“ Seite) eindeutig vom umgebenden Raum unterschieden – unmarked space (engl., wörtlich „unmarkierter Raum“).

### Unterscheidung durch Kreuzen
Spencer-Brown verwendet für die Markierung einer Unterscheidung das englische Wort „cross“, was als Substantiv (Markierung), aber auch als Aufforderung (kreuze!) gelesen werden kann und soll. Das ist insofern bedeutsam, als zu einem späteren Zeitpunkt in den Laws of Form der Begriff der „Markierung“ eingeführt wird. Das Treffen einer Unterscheidung wird durch die o. a. Definition mit dem Kreuzen einer Grenze und den unterschiedlichen Werten der Seiten einer Unterscheidung gleichgesetzt. Durch eine Unterscheidung werden zwei Grundoperationen ausgeführt: Entweder man wechselt von einem unmarkierten Zustand in einen markierten Zustand (z. B.: Wir gehen von einem leeren Blatt Papier aus, markieren einen „Kreis“ und gehen damit von „Nicht-Kreis“ zu „Kreis“) oder man wechselt von einem markierten Zustand in einen unmarkierten Zustand (z. B.: Wir gehen von einem „Kreis“ aus und gehen durch Unterscheidung über zu „Nicht-Kreis“).

### Unterscheidung durch Nennen
Danach – in einem erkenntnistheoretischen Bezug – beschreiben die Laws of Form den Zusammenhang von Unterscheidung, Motiv, Wert und Nennung eines Namens: Eine Unterscheidung setzt ein Motiv (des Unterscheidenden) voraus, und es kann kein Motiv geben, wenn nicht Inhalte unterschiedlich im Wert gesehen werden. Eine Unterscheidung setzt also voraus, dass es jemanden gibt, der die Unterscheidung trifft, und dass dieser Akteur einen Wertunterschied sieht, der ihn zur Unterscheidung veranlasst. Da eine Unterscheidung einen Inhalt bezeichnet, der einen Wert besitzt, kann dieser Wert auch benannt werden, und der Name kann mit dem Wert des Inhalts identifiziert werden („Thus the calling of the name can be identified with the value of the content“).
Gemäß der Laws of Form verfügt man über zwei Wege, eine Unterscheidung zu treffen: den des Kreuzens, also des Treffens einer Unterscheidung durch Überschreitung einer Grenze, und den des Nennens, also der Verwendung eines Namens stellvertretend für die Unterscheidung.
|         | Im Original der Laws of Form                                       | Erläuterung |
| ------- | ------------------------------------------------------------------ | --- |
| Axiom 1 | The value of a call made again is the value of the call.           | Eine erneute Nennung (= Unterscheidung) ist der Wert der (ursprünglichen) Nennung. Im mathematischen Sinn ändert sich der Wert einer Unterscheidung nicht, wenn man sie nochmals benennt. |
| Axiom 2 | The value of crossing made again is NOT the value of the crossing. | Eine Unterscheidung durch Kreuzen führt nicht in denselben Zustand zurück. Im Beispiel: Erste Unterscheidung führt zu „Kreis“, die zweite Unterscheidung führt zu „Nicht-Kreis“.          |

Rudolf Kaehr hat in seiner Arbeit "Komplementarität in der Graphematik" vergleichsweise eine Logik mit der Vertauschung dieser beiden Axiome gegenübergestellt.

### Symbolische Darstellung
Die Laws of Form führen dann ein Symbol für die Grenzziehung einer Unterscheidung ein, dargestellt durch das cross:   . Dabei wird das, was links unten unter dem „Winkel“ steht, von allem anderen abgegrenzt (man kann sich das cross als geschlossenes Rechteck vorstellen). cross und blank page (eine leere Seite ohne Zeichen) sind die grundlegenden Ausdrücke für das Bestehen oder Nichtbestehen einer Spencer-Brown-Form. In Textdarstellungen wird die geschlossene Grenzziehung auch durch Klammern wiedergegeben: etwa durch [ ] oder < >, die leere Seite durch einen Punkt „.“ oder durch „{}“. Die allgemeine durch das cross angezeigte Form entspricht einer Grenzziehung, die einen Bereich von einem anderen trennt. Sie besagt so viel wie Hier-So! und dort – jenseits der Grenze – auf jeden Fall Nicht-So! Neben dem Winkel sind daher auch andere Symbole möglich, etwa eine Einkreisung.
In dieser Symbolsprache lassen sich die obigen beiden Grundaxiome wie folgt formalisieren:
| Aus Axiom 1: | „The value of a call made again is the value of the call“:           | die Form der Kondensation: | {\displaystyle =} |  |  | [ 10 ] |
| Aus Axiom 2: | „The value of crossing made again is NOT the value of the crossing“: | die Form der Aufhebung:    | {\displaystyle =} |  |  | [ 11 ] |

Danach führt Spencer-Brown das Konzept der Tiefe des Raumes ein, das ineinander verschachtelte Symbole erlaubt, und daher zu strukturell reichen Formen führt. Des Weiteren werden vier fundamentale Kanons vorgestellt, die Regeln für die Behandlung solcher Formen behandeln. Die Formen können nach obigen beiden Grundaxiomen stufenweise substituiert („gekürzt“) werden (vgl. insbesondere den 3. Kanon der Substitution: „In any expression, let any arrangement be changed for an equivalent arrangement“) wie in folgendem Beispiel:
|  | {\displaystyle =}  | {\displaystyle =} |
|  | durch Kondensation | durch Aufhebung   |

Anmerkung zum Vorgang: Zuerst werden die beiden unteren linken 'crosses' durch Kondensation nach Axiom 1 zu einem 'cross'. Dann werden das dadurch entstandene verschachtelte 'cross' und das schon vorhandene verschachtelte 'cross' nach Axiom 2 aufgehoben. Es verbleibt ein 'cross'.
Zum Ende des 3. Kapitels der Laws of Form stellt GSB klar, was er unter dem vorangegangenen sogenannten Indikationenkalkül versteht – nämlich den Kalkül, der dadurch bestimmt wird, die beiden obigen Grund-Formen als Ausgangspunkt zu nehmen („Call the calculus determined by taking the two primitive equations as initials the calculus of indication“) – und er leitet über zur primären Arithmetik, die alle Aussagen umfassen und auf alle Aussagen beschränkt sein soll, die sich aus dem Indikationenkalkül ergeben („Call the calculus limited to the forms generated from direct consequences of these initials the primary arithmetic“).

## Primäre Arithmetik
In Kapitel 4 der LoF führt GSB den o. a. Indikationenkalkül in eine sog. „primäre Arithmetik“ über. Ausgangspunkt sind die aus der Form der Kondensation und der Form des Kreuzens gewonnenen Handlungsanweisungen („Initiale“).
| Initial 1 (Zahl):    | {\displaystyle =} | (erlaubt Änderungen in der Zahl der Markierungen)      | [ 14 ] |
| Initial 2 (Ordnung): | {\displaystyle =} | (erlaubt Streichung oder Hinzufügung von Markierungen) | [ 15 ] |

und entwickelt aus diesen beiden Initialen neun Theoreme zur primären Algebra:
| {\displaystyle c=} {\displaystyle b\Leftrightarrow c=} |

| p{\displaystyle =\qquad } |

Die Theoreme 8 und 9 dienen gleichzeitig als Initiale der Brownschen primären Algebra.

## Primäre Algebra
In Kapitel 6 der LoF definiert GSB die Theoreme 8 und 9 der primären Arithmetik ihrerseits als Initiale der primären Algebra. Auf Basis dieser Initiale demonstriert GSB neun sog. „Konsequenzen“ (Entwicklung von Formen durch folgerichtige Anwendung der erlaubten Rechenschritte): „We shall proceed to distinguish particular patterns, called consequences, which can be found in sequential manipulations of these initials.“
In Kapitel 8 der LoF sucht GSB zu zeigen, dass jede Konsequenz in der Algebra auf ein beweisbares Theorem über die Arithmetik hinweisen muss. Darauf folgend steht der Beweis, dass auch tatsächlich jedes Theorem über die Arithmetik in der Algebra demonstriert werden kann (Kapitel 9) sowie die Unabhängigkeit der beiden algebraischen Initialgleichungen (Kapitel 10).
Im Hinblick auf den Gödelschen Unvollständigkeitssatz haben insbesondere die postulierte gleichzeitige Vollständigkeit und Widerspruchsfreiheit der primären Algebra für Diskussion in der Literatur gesorgt. „Eine naheliegende Vermutung ist, dass die Sätze von Kurt Gödel hier keine Anwendung finden, weil die Laws of Form das Imaginäre zu repräsentieren erlauben […] Wenn das Imaginäre einem formalen System inhärent ist, lassen sich die Sätze von Gödel nicht mehr auf dieses System applizieren.“

## Gleichungen 2. Grades
Gleichungen 2. Grades in der Bedeutung der LoF erhält man, indem unendliche algebraische Ausdrücke durch Selbstbezüglichkeit als endliche Gleichungen dargestellt werden. Es wird der Begriff imaginärer Wert eingeführt, der die Oszillation zwischen markiertem und unmarkiertem Zustand ausdrücken soll, und der in späterer Folge zur Anwendung komplexer Werte in der Algebra verwendet wird, die ihrerseits als „Analogien zu den komplexen Zahlen in der gewöhnlichen (numerischen) Algebra“ verwendet werden können. Für die mathematische Form der Darstellung des imaginären Wertes prägt GSB den Begriff der re-entry („Wiedereintritt“) der Form in die Form.
Ausgangspunkt ist die Demonstration, dass die u. a. mathematische Form sich durch folgerichtige Umformung gemäß den Regeln der LoF in einen unendlichen Term der gleichen Wiederkehr transformieren lässt. Diese unendliche Wiederholung lässt sich in einen endlichen Formalismus (hier ausgedrückt durch {\displaystyle f}) überführen, der in jeder ganzzahligen Tiefe identisch mit dem ganzen Ausdruck ist. Da die Form in ihrem eigenen Raum wieder auftritt, erhielt sie den Namen re-entry.
| a b{\displaystyle =} … abab{\displaystyle \ldots =}{\displaystyle f} a b |

Auf dieser Basis entwickelt GSB zwei derartige rekursive Funktionen: Die Funktion {\displaystyle G} („Gedächtnisfunktion“), die sowohl für    als auch für den leeren Raum { } erfüllt ist, sowie {\displaystyle O} („Oszillationsfunktion“), deren Lösung kein feststehender Ausdruck ist, sondern sich infinit verlängert.
| Oszillation: | {\displaystyle f=}{\displaystyle f} |
| Gedächtnis:  | {\displaystyle f=}{\displaystyle f} |
| ------------ | ----------------------------------- |

{\displaystyle O} wird im Formalismus der LoF verwendet, um eine mathematische Form der Zeit auszudrücken. {\displaystyle O:f=(f)} ist nur lösbar, wenn sie mit unendlich ineinander geschachtelten {\displaystyle f:\ldots (())\ldots } gleichgesetzt wird, und wenn {\displaystyle f} die Gleichung lösen soll, muss {\displaystyle f} infinit verlängert werden. Diese Gleichung führt – obwohl im Raum (sprich mit den Mitteln der primären Arithmetik) nicht lösbar – dadurch zu einer Vorstellung von Zeit, indem man das „Nacheinander“ der Zustände auflöst und nur den imaginären Zustand der Form betrachtet.

## Bedeutung und Rezeption

### Mathematik
Während der Formalismus der LoF sich in großen Teilen in den der Booleschen Algebra überführen lässt, besteht zwischen beiden ein fundamentaler Unterschied: Während die Boolesche Algebra die Gesetze der Logik, hier insbesondere den Satz vom ausgeschlossenen Dritten als axiomatische Grundlage verwendet, gilt diese Annahme nicht in der Brownschen Algebra. Es wird angenommen, dass die LoF die „unentdeckte“ Arithmetik zur Booleschen Algebra darstellen.
Im elften Kapitel der Gesetze der Form werden oszillierende Werte für die Formen eingeführt, die auf Selbstbezüglichkeit beruhen. Dabei kann durch einen Reentry eine bestimmte Form innerhalb ihrer selbst wieder aufgerufen werden. Die oszillierenden Werte („<>“ oder „.“) werden nicht als Widerspruch oder Syntaxfehler gedeutet, den es etwa durch eine Typentheorie zu verbieten gälte. Spencer-Brown deutet die Oszillation zwischen zwei Werten vielmehr als „mathematische Zeit“. In der Anmerkung zu Kapitel 11 wird auf die Parallele zur Wurzel aus −1 verwiesen, die sich als imaginäre Zahl auch als Oszillation zwischen 1 und −1 darstellen lässt (vgl. dazu Louis H. Kauffman). Legt man die traditionelle Darstellung der imaginären Zahlen als die Punkte der y-Achse in der komplexen Ebene zugrunde, wird die y-Achse damit zum gedanklichen Platzhalter für die Oszillation. Dieser Ansatz ist für die Physik bedeutsam, insofern diese auf komplexe Zahlen zur Beschreibung von Naturprozessen zurückgreift.
Der chilenische Biologe und Systemwissenschaftler Francisco Varela hat 1975 eine Erweiterung des Brownschen Indikationenkalküls zu einem dreiwertigen Kalkül vorgelegt.
Spencer-Brown selbst hat im Nachgang zu den LoF neun mathematische und philosophische Anwendungen vorgeschlagen, darunter für das Vier-Farben-Problem, die Riemannsche Vermutung, die Goldbachsche Vermutung und die Fermatsche Vermutung.

### Unmarked Space
Außerhalb der Mathematik wird aus den Laws of Form einem eine besondere Bedeutung zuteil, dem Beobachterdilemma: Jede von einem Beobachter getroffene Beobachtung (Unterscheidung) impliziert demnach eine zweite Unterscheidung. Die erste ist die (ggf. auch mehrwertige) Unterscheidung des jeweils beobachteten Gegenstands („Die Zahl der Brillenträger nimmt zu“), die zweite ist die implizit zugrundeliegende Unterscheidung, was man beobachtete und was nicht (hier etwa die Zahl der Blinden, der Hörgeräteträger, der Handybesitzer, der Gesamtbevölkerung usw.).
Diesem bei jeder Beobachtung ausgesparten Raum des Nicht-Beobachteten gibt Spencer-Brown nun den Namen unmarked space. Bei jeder – wissenschaftlichen, erkenntnistheoretischen, phänomenologischen – Beobachtung entstehe dieser Raum. Umgekehrt sei bei dem Vergleich etwa zwischen einem Phänomen und seiner Beschreibung stets der unmarked space im Spiel.
Eine solche Beobachtung der Beobachtung wird auch „re-entry“ genannt und ist als Theoriefigur universell, also auch über die Mathematik hinaus, einsetzbar. Sie wird etwa bei dem Soziologen Niklas Luhmann als Wiedereintritt in die Unterscheidung übersetzt und zu einer zentralen Theoriefigur der luhmannschen Systemtheorie.

### Systemtheorie
Insbesondere in der Systemtheorie fanden die LoF eine über die Mathematik hinausgehende Beachtung. So wurden immer wieder Parallelen der LoF zu grundlegenden Konzepten der Systemtheorie (z. B. Unterscheidung, Beobachtung als Trennung von Objekt und Umwelt, Erkenntnis als Konstruktion und Rekursion etc.) gezogen. Niklas Luhmann hat darauf hingewiesen, dass er seinen grundlegenden differenztheoretischen Ansatz den LoF entnommen hat. Ebenso wurden Parallelen zu Konzepten des radikalen Konstruktivismus und der Soziologie hergestellt. Der deutsche Soziologe Dirk Baecker hat in zwei Aufsatzsammlungen Anwendungen und Interpretationen der LoF für die Soziologie zusammengestellt.

## Kritik
Kritiker der Laws of Form weisen auf die Gleichbedeutung zur Booleschen Algebra hin und widersprechen Spencer-Browns Behauptungen zum Selbstbezug. Im Abstract einer Publikation von 1979 mit dem Titel Flaws of Form (engl. für Fehler der Form) schreiben die Autoren:

„G. Spencer Browns Buch Laws of Form erfreut sich einer Beliebtheit unter Sozial- und Biowissenschaftlern. Die Befürworter behaupten, dass das Buch eine neue Logik einführt, die ideal für ihre Forschungsgebiete geeignet sei, und dass die neue Logik die Probleme der Selbstbezüglichkeit löst. Diese Behauptungen sind falsch. Wir zeigen, dass Browns System eine Boolesche Algebra in einer obskuren Notation ist und dass seine "Lösungen" für die Probleme der Selbstreferenz auf einem Missverständnis von Russells Paradoxon basieren.“